# خرارد توفت
خرارد توفت (هلندی: Gerard 't Hooft متولد ۵ ژوئیه ۱۹۴۶) فیزیک‌دان اهل هلند و استاد در دانشگاه اوترخت هلند است که به همراه مارتینیوس ولتمن در سال ۱۹۹۹ برای مشخص کردن ساختار کوانتومی در برهمکنش الکتروضعیف در فیزیک موفق به دریافت جایزه نوبل در فیزیک شد.
اصل تمام‌نگاری از اوست.